# 기원전 19세기
기원전 19세기는 기원전 1900년부터 기원전 1801년까지를 말한다.

## 주요 사건

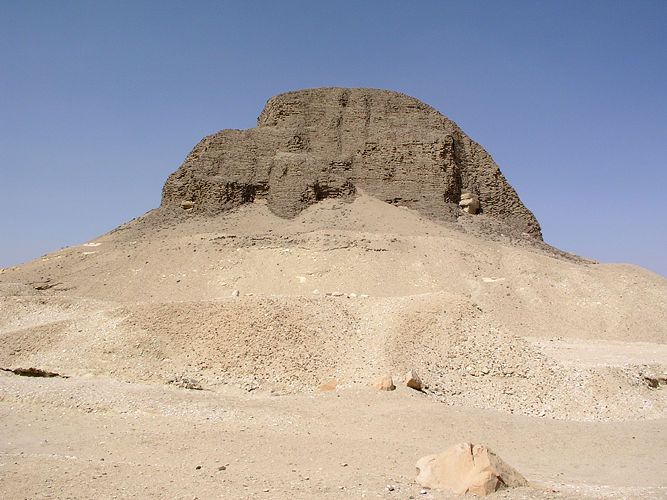
엘-라훈의 세누스레트 2세 피라미드. 이집트 제12왕조의 파라오이다.

- 기원전 1900년: 그리스의 초기 헬라딕 3기 문화에서 중기 헬라딕 문화로의 전환.[1][2]
- 기원전 1900년경: 크레타에서 미노스 원시궁전(Protopalatial) 시기가 시작됨.

## 주요 인물
- 기원전 1807년-기원전 1797년: 이집트의 아메넴헤트 3세
- 기원전 1806년-기원전 1802년: 이집트의 소벡네페루

## 년대와 년도
| 기원전 1900년대 | 전1909 | 전1908 | 전1907 | 전1906 | 전1905 | 전1904 | 전1903 | 전1902 | 전1901 | 전1900 |
| 기원전 1890년대 | 전1899 | 전1898 | 전1897 | 전1896 | 전1895 | 전1894 | 전1893 | 전1892 | 전1891 | 전1890 |
| 기원전 1880년대 | 전1889 | 전1888 | 전1887 | 전1886 | 전1885 | 전1884 | 전1883 | 전1882 | 전1881 | 전1880 |
| 기원전 1870년대 | 전1879 | 전1878 | 전1877 | 전1876 | 전1875 | 전1874 | 전1873 | 전1872 | 전1871 | 전1870 |
| 기원전 1860년대 | 전1869 | 전1868 | 전1867 | 전1866 | 전1865 | 전1864 | 전1863 | 전1862 | 전1861 | 전1860 |
| 기원전 1850년대 | 전1859 | 전1858 | 전1857 | 전1856 | 전1855 | 전1854 | 전1853 | 전1852 | 전1851 | 전1850 |
| 기원전 1840년대 | 전1849 | 전1848 | 전1847 | 전1846 | 전1845 | 전1844 | 전1843 | 전1842 | 전1841 | 전1840 |
| 기원전 1830년대 | 전1839 | 전1838 | 전1837 | 전1836 | 전1835 | 전1834 | 전1833 | 전1832 | 전1831 | 전1830 |
| 기원전 1820년대 | 전1829 | 전1828 | 전1827 | 전1826 | 전1825 | 전1824 | 전1823 | 전1822 | 전1821 | 전1820 |
| 기원전 1810년대 | 전1819 | 전1818 | 전1817 | 전1816 | 전1815 | 전1814 | 전1813 | 전1812 | 전1811 | 전1810 |
| 기원전 1800년대 | 전1809 | 전1808 | 전1807 | 전1806 | 전1805 | 전1804 | 전1803 | 전1802 | 전1801 | 전1800 |
| 기원전 1790년대 | 전1799 | 전1798 | 전1797 | 전1796 | 전1795 | 전1794 | 전1793 | 전1792 | 전1791 | 전1790 |